# Papiertechnische Stiftung
Die Papiertechnische Stiftung (PTS) ist eine gemeinnützige Stiftung für Forschung, Beratung, Messtechnik und Weiterbildung in der Papiererzeugung, Papierverarbeitung und deren Zulieferindustrien mit Sitz in Heidenau (Sachsen).

## Geschichte
Der Verband wurde 1951 von dem Verband Deutscher Papierfabriken e.V. (VDP) und dem Hauptverband Papier- und Kunststoffverarbeitung e.V. (HPV) in München gegründet. 1996 übernahm der Verein „Forschungsvereinigung Papiertechnik e. V. (FPT)“ die Rechte und Pflichten eines dritten Stifters.
Im Jahr 2018 gab die PTS den Standort München auf.

## Tätigkeiten
Die Tätigkeiten sind Forschung, Weiterbildung und Informationswesen, Prüf-, Entwicklungs- und Projektierungsaufträge sowie Gutachten und Beratungen für die Papierwirtschaft durchzuführen.
Diese Tätigkeiten konzentrieren sich auf:
- Fasern & Composite
- Veredelung & Verpackung
- Materialprüfung & Analytik
- Innovative Messtechnik
- Papierwirtschaft 4.0

Der Verband betreibt sowohl öffentlich geförderte Forschung als auch Auftragsforschung zur Deckung der Branchen- und Kundenbedürfnisse. 1954 wurde die PTS Gründungsmitglied der Arbeitsgemeinschaft industrieller Forschungsvereinigungen (AiF). Die PTS ist Mitglied im Cluster Papierforschung (CPF), in der  Zuse-Gemeinschaft  und der   Sächsische Industrieforschungsgemeinschaft (SIG). Auf europäischer Ebene ist die PTS Partner in der  Forest-based Sector Technology Platform  (FTP), einem Netzwerk für Forschung und Innovation in Forstwirtschaft, Holzindustrie, Zellstoff- und Papierindustrie.
Die Beratung beinhaltet die Entwicklung und Optimierung neuer Produkte sowie die Steigerung der Prozesseffizienz. Hierbei fließen Erkenntnisse aus der eigenen Forschung ein. Hinzu kommt das Erstellen von Gutachten sowie Unterstützung im Reklamationsmanagement.
In ihren Labors führt der Verband Materialprüfungen und Analysen für die Papierwirtschaft durch. Der PTS obliegt nach §29 der Dienstordnung der Notare (DONot) auch die Erstellung von Prüfzeugnissen für die Eignung von Kopiergeräten, Laser- und Tintenstrahldruckern zur Herstellung von Urschriften von Urkunden. Die PTS ein von der Bundesanstalt für Materialprüfung anerkannter Fremdüberwacher für Säcke aus Papier, Kunststoff und Textilgewebe, Kisten aus Voll- und Wellpappe und flexible Großpackmittel aus Kunststoffgeweben und Kunststofffolien.
Die inhaltlichen Schwerpunkte der Weiterbildung der PTS umfassen Stoffaufbereitung, Deinking, Papiererzeugung, Chemical Management, Energie- und Wassermanagement, Oberflächentechnologie, Streichtechnik, Papierverarbeitung sowie Mess- und Sensortechnik. Die Veranstaltungstypen gliedern sich in Einführungskurse, Fachseminare, Workshops, Symposien und Inhouse-Schulungen.